# Heleieth Saffioti
Heleieth Iara Bongiovani Saffioti (Ibirá, 4 de janeiro de 1934 - 13 de dezembro de 2010) foi uma socióloga marxista, professora, estudiosa da violência de gênero e militante feminista brasileira.

## Biografia
Filha de uma costureira e de um pedreiro, nasceu em uma pequena cidade do Estado de São Paulo, Ibirá. Entre diferentes mudanças ao longo de sua juventude, sua escolarização foi um ponto decisivo para as escolhas de sua família, priorizando locais em que tivesse maiores oportunidades, sendo acolhida por diferentes tios espalhados pelo interior paulista. Em seus anos finais do ensino básico, completou sua formação já na cidade de São Paulo, na qual pôde dar início à sua carreira enquanto professora, na educação básica. Manteve-se nos estudos, ainda gerindo diferentes trabalhos para se manter na cidade, o que lhe possibilitou, em 1956, ingressar na universidade pública. No mesmo ano, casa-se com o professor Waldemar Saffioti, e depois de um breve período nos Estados Unidos, volta ao Brasil, onde graduou-se em Ciências Sociais pela Faculdade de Filosofia, Ciências e Letras da Universidade de São Paulo (USP) em 1960, quando começou suas primeiras pesquisas acadêmicas sobre a condição feminina no Brasil, tema que seria objeto de sua tese de livre-docência para a Faculdade de Filosofia, Ciências e Letras de Araraquara, da Universidade Estadual de São Paulo (UNESP), intitulada A mulher na sociedade de classe: mito e realidade, sob orientação do professor Florestan Fernandes, defendida em 1967 e publicada pela editora Vozes em 1976.Sua mudança para a cidade de Araraquara, interior de São Paulo, foi motivada pelo convite feito ao seu marido, para fundação do Instituto de Química que mais tarde se tornaria a UNESP na cidade. Tendo atuado como auxiliar de professor no curso de pedagogia, no qual se formaria mais tarde, assume o posto de professora na área com a mudança do professor Luís Pereira.  Seu vínculo com a universidade aumenta uma vez criado o curso de Ciências Sociais, na UNESP de Araraquara, no qual foi a primeira professora de sociologia do campus. Sua tese se torna livro, que rapidamente se populariza e constitui até hoje uma referência nos estudos de gênero. Uma versão compacta do livro foi publicada em inglês, tornando Saffioti mundialmente conhecida (Women in class society,)
Sua carreira em Araraquara segue até 1983, quando se aposenta e volta para a cidade de São Paulo, Foi professora da Pontifícia Universidade Católica de São Paulo e professora visitante na Faculdade Serviço Social da UFRJ. Criou um Núcleo de Estudos de Gênero, Classe e Etnia na UFRJ além de orientar teses na PUC-SP e se aposentou pela Unesp (campus de Araraquara), da qual era professora emérita.
Heleieth Saffioti casou com o químico Waldemar Saffioti, professor, autor de livros didáticos e vereador em Araraquara. Em 2000, pouco depois da morte do marido, Heleieth doou à Unesp a chácara do casal, em Araraquara, para que se transformasse em centro cultural. O local pertenceu ao tio de Mário de Andrade, que lá escreveu Macunaíma.

## Reconhecimentos
Em 2005, foi incluída na indicação coletiva de 1000 Mulheres para o Prêmio Nobel da Paz, feita pela organização suíça Mulheres pela Paz ao Redor do Mundo, visando o reconhecimento do papel das mulheres nos esforços pela paz. Dentre as 1000 mulheres estavam 51 brasileiras, como Zilda Arns.
Em 2012 é criado pela Câmara Municipal de São Paulo o prémio Heleieth Saffioti que visa reconhecer mulheres ou entidades "que tenham se destacado em ações de combate à discriminação social, sexual ou racial e na defesa dos direitos das mulheres no Município de São Paulo".

## Falecimento
Heleieth Saffioti se manteve ativa até o fim de sua vida. Morreu aos 76 anos, devido a uma hipertensão arterial sistêmica.

## Principais livros publicados
- Profissionalização feminina: professoras primárias e operárias. Faculdade de filosofía, ciências e letras. 1969
- A mulher na sociedade de classes. Editora Vozes.1976. Tradução para o inglês: Women in Class Society. New York: Monthly Review Press, 1978.
- Emprego doméstico e capitalismo. Editora Vozes.1978
- Do artesanal ao industrial: a exploração da mulher : um estudo de operárias têxteis e de confecções no Brasil e nos Estados Unidos. 1981
- O fardo das trabalhadoras rurais (1983)
- Mulher brasileira: opressão e exploração. Editora Achiamé. 1984
- Poder do macho. Editora Moderna.1987
- Mulher brasileira é assim (1994)
- Suely Souza de Almeida (1995). Violência de gênero: poder e impotência. Revinter. ISBN 978-85-7309-044-4.
- Gênero, patriarcado, violência. Editora Fundação Perseu Abramo. ISBN 978-85-7643-002-5.

## Ligações Externas
- Entrevista com Heleieth Saffioti.